# Samlingsskena

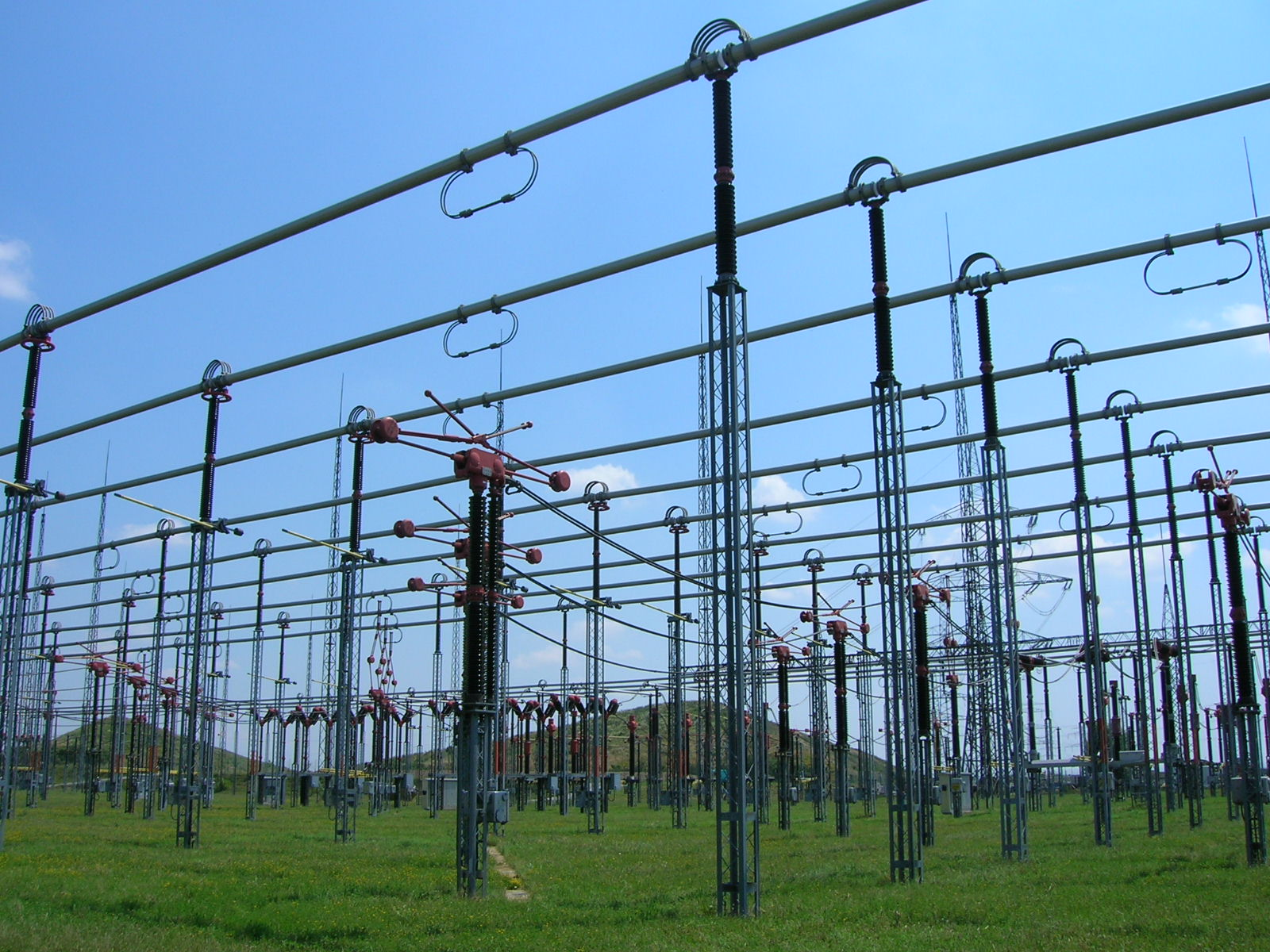
Tre samlingsskenor (totalt nio rör då det är trefas) i en station i Wien. I mitten syns en frånskiljare med de tre faserna i linje som kopplas in i ringarna som hänger från rören. Till vänster finns en jordningskopplare, så att man kan se till att samlingsskenan är jordad.

En samlingsskena en grupp av tre (för trefas) ledare i form av skenor, rör eller kablar som de inkommande och utgående ledningarna eller kablarna i ett ställverk är anslutna till. De är i allmänhet oisolerade och har tillräcklig styvhet för att stödjas i luft av isolerade pelare. Dessa egenskaper tillåter tillräcklig kylning av ledarna och möjligheten att tappas in på olika ställen utan att skapa en ny skarv. 
De enklaste ställverken har en samlingsskena. Ofta finns det två för att kunna koppla om vid fel på apparaterna. En enklare variant är en sektionbar samlingsskena. I vissa fall har man tre olika samlingsskenor.  

## Design och placering

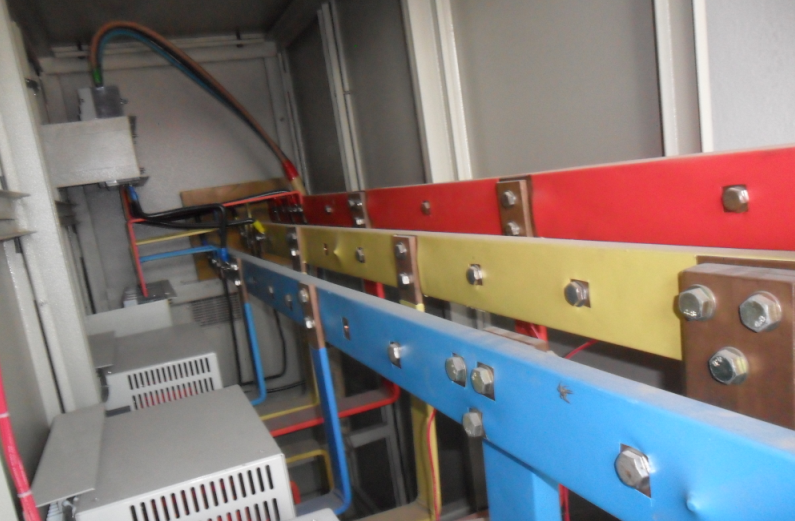
Kopparskena i en panel

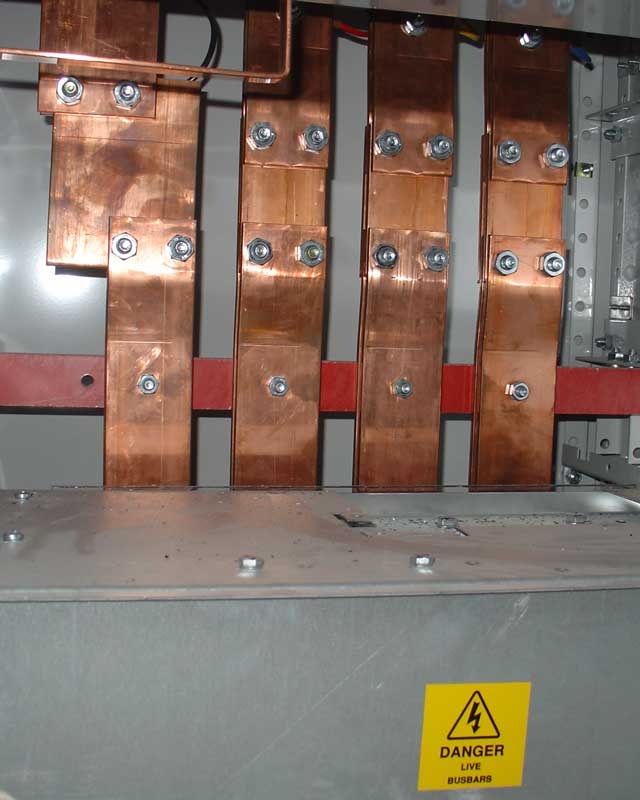
1500 ampere kopparskenor i ett kraftdistributionsställ för en stor byggnad

Samlingsskenans materialsammansättning och tvärsnittsstorlek bestämmer den maximala ström som den säkert kan bära. Samlingsskenor kan ha en tvärsnittsarea på så lite som 10 kvadratmillimeter, men elektriska transformatorstationer kan använda metallrör 50 millimeter i diameter eller mer som samlingsskenor. Aluminiumsmältverk använder mycket stora samlingsskenor för att transportera tiotusentals ampere till de elektrokemiska celler som producerar aluminium från smälta salter. 
Samlingsskenor tillverkas i en mängd olika former, som platta skivor, solida stänger och är vanligtvis framställda av koppar, mässing eller aluminium som solida eller ihåliga rör. Vissa av dessa former tillåter värme att avgå mer effektivt på grund av deras höga förhållande mellan ytarea och tvärsnittsarea. Skineffekten gör 50–60 Hz AC-skenor med mer än cirka 8 millimeter tjocklek inneffektiva, så ihåliga eller platta former är vanliga i tillämpningar med högre ström. En ihålig sektion har också högre styvhet än en solid stång med ekvivalent strömförande kapacitet, vilket möjliggör ett större spännvidd mellan samlingsskenestöden i elställverk utomhus. 
En samlingsskena måste vara tillräckligt styv för att bära sin egen vikt och krafter som utövas av mekaniska vibrationer och eventuellt jordbävningar, samt ackumulerad nederbörd vid exponering utomhus. Dessutom måste termisk expansion från temperaturförändringar inducerade av ohmsk uppvärmning och omgivningstemperaturvariationer samt magnetiska krafter inducerade av stora strömmar beaktas. För att ta itu med dessa problem utvecklades flexibla samlingsskenor, vanligtvis en sandwich av tunna skikt av ledare. De kräver en strukturell ram eller skåp för sin installation.
Fördelningskort delar upp elförsörjningen i separata kretsar på en plats. Skenvägar, eller skenkanaler, är långa samlingsskenor med skyddskåpa. Istället för att förgrena sig från huvudförsörjningen på en plats tillåter de nya kretsar att förgrena sig var som helst längs bussvägen.
En samlingsskena kan antingen stödjas på isolatorer eller inlindas i isolering. De är skyddade från oavsiktlig kontakt antingen av en jordad metallkapsling eller genom upphöjning utom normalt räckhåll. Isolerade samlingsskenor används i skenbanor som uppfyller UL 857-standarder. Noll- eller jordsamlingsskenor kan också vara isolerade eftersom det inte är garanterat att potentialen mellan nolledare och säkerhetsjordning alltid är noll. Jordsamlingsskenor (säkerhetsjordning) är vanligtvis nakna och bultade direkt på valfritt metallchassi i dess kapsling. De kan vara inneslutna i ett metallhölje, i form av en skenkanal eller skenbana, segregerad-fas-skena eller isolerad-fas-skena.
Samlingsskenor kan anslutas till varandra och till elektriska apparater genom bultning, fastspänning eller svetsning. Skarvar mellan högströmsskensektioner har ofta exakt bearbetade matchande ytor som är silverpläterade för att minska kontaktmotståndet. Vid extra höga spänningar (mer än 300 kV) i utomhusskenor blir koronaurladdningar runt anslutningarna en källa till radiofrekventa störningar och effektbortfall, därför används speciella anslutningsbeslag som är utformade för dessa spänningar.

110 kV samlingsskenor i elstationer
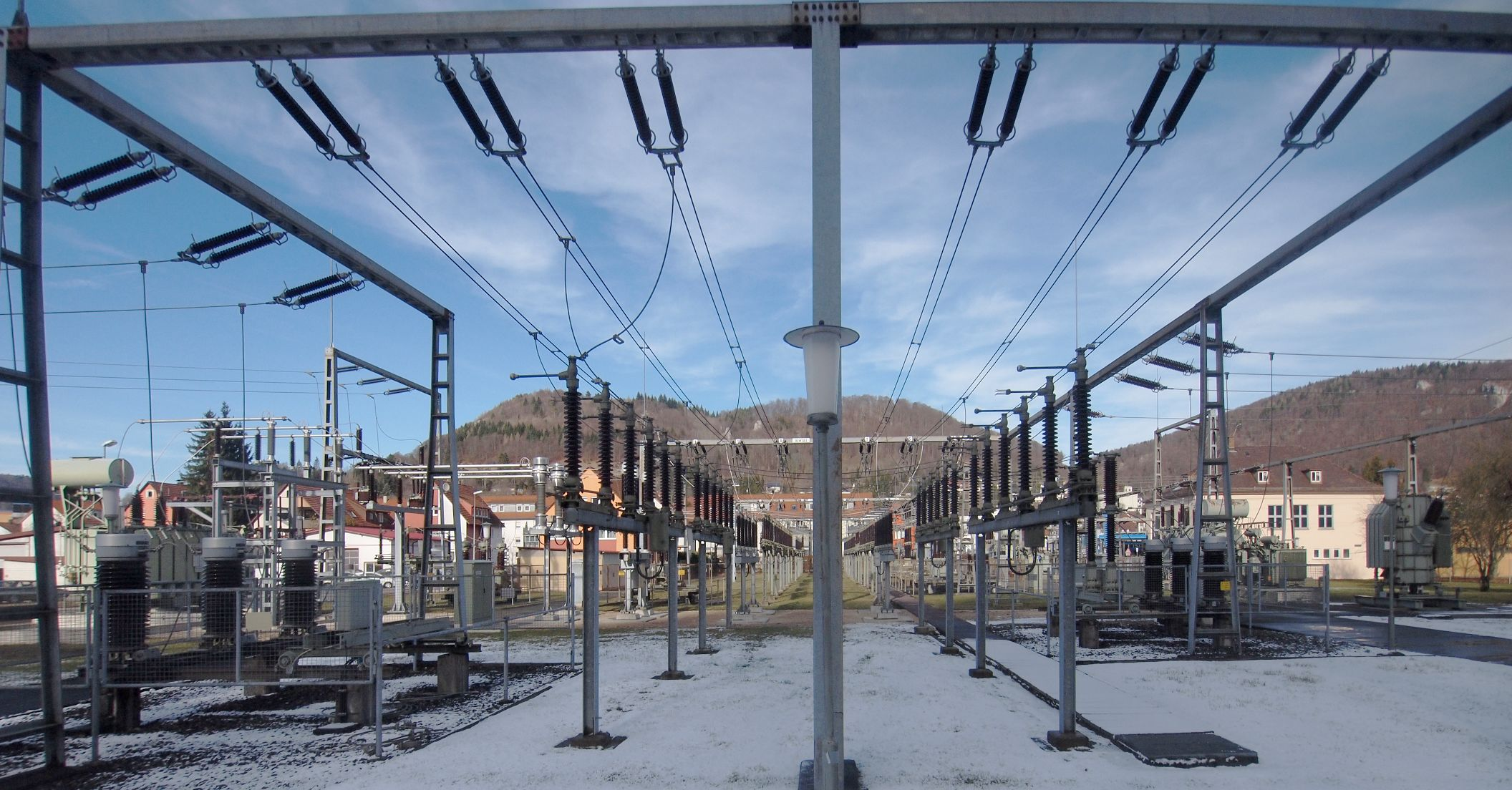
flexibel samlingsskena
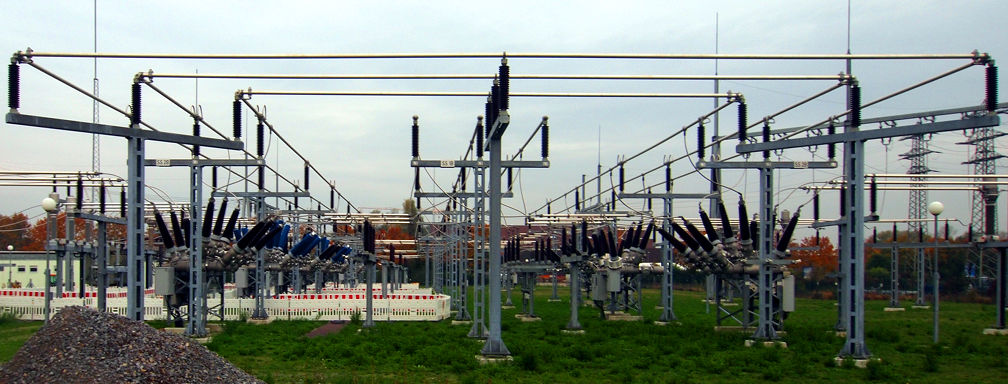
stel samlingsskena